# Adolf Niggemeier
Adolf Niggemeier (* 21. Mai 1931 in Riesa) ist ein ehemaliger Politiker der CDU der DDR und Jurist. Er war für einige Zeit CDU-Fraktionschef in der Volkskammer und war jahrzehntelang inoffizieller Mitarbeiter der DDR-Staatssicherheit.

## Leben
Niggemeier wurde am 21. Mai 1931 im sächsischen Riesa als Sohn eines Arbeiters geboren. Nach dem Besuch der Volks- und Oberschule legte er 1949 sein Abitur ab. Ein Jahr zuvor war er der CDU beigetreten. Nach seiner Schulzeit war Niggemeier zunächst als Justizpraktikant am Amtsgericht Riesa tätig. 1950 begann er sein Jura-Studium an der Karl-Marx-Universität Leipzig, welches er 1954 als Diplom-Jurist abschloss. Seine Parteikarriere begann Niggemeier als Mitglied des CDU-Kreisvorstandes Riesa von 1950 bis 1952. Von 1952 bis 1954 war er Mitglied des CDU-Bezirksvorstandes Leipzig.
1955 rückte Niggemeier in den Hauptvorstand nach Berlin auf. Bis 1977 wirkte er zunächst als Mitarbeiter, später als Abteilungsleiter der Abteilung Politik, Westdeutschland und Internationale Verbindungen beim Sekretariat des Hauptvorstandes der CDU. Bedingt durch diese Tätigkeit, wurde er 1966 auch zum Mitglied des Arbeitsausschusses der Berliner Konferenz katholischer Christen aus europäischen Staaten berufen, welches er bis 1977 blieb. 1967 wurde Niggemeier als Berliner Vertreter in die Volkskammer gewählt. Gleichzeitig wurde er aufgrund seines Berufes als Jurist als Sachverständiger bei dem Entwurf zur neuen DDR-Verfassung hinzugezogen. Er blieb bis zum März 1990 Abgeordneter der CDU-Fraktion. 1977 wurde Niggemeier in das Präsidium des Hauptvorstandes der CDU gewählt und löste Hermann Kalb als Sekretär für Agitation im Hauptvorstand ab. Für seine politische Tätigkeit wurde er 1980 mit dem Vaterländischen Verdienstorden in Silber geehrt. Mit Beginn der 8. Wahlperiode der Volkskammer 1981 wurde Niggemeier Mitglied des Verfassungs- und Rechtsausschusses. In der 9. Wahlperiode ab 1986 war er stellvertretender Ausschussvorsitzender.
In den Tagen der politischen Wende in der DDR im Herbst 1989 übernahm Niggemeier für einige Zeit wichtige Funktionen in der CDU-Volkskammerfraktion. Zunächst übernahm er am 11. November 1989 den Fraktionsvorsitz vom vortags zurückgetretenen Wolfgang Heyl. Am 17. November wurde er zudem für Heyl in das Präsidium der Volkskammer gewählt. Nach den ersten freien Volkskammerwahlen vom 18. März 1990 blieb Niggemeier zunächst Fraktionsgeschäftsführer, allerdings ohne ein Abgeordnetenmandat. Ab April 1990 wurde er zum Direktor der Volkskammerverwaltung ernannt und zeichnete damit auch für die Abwicklung und Auflösung der der Volkskammer zugehörigen Einrichtungen ab Oktober 1990 verantwortlich. 1991 berief die nachgerückte Bundestagsabgeordnete Else Ackermann Niggemeier zum persönlichen Referenten in ihr Bundestagsbüro. Mit ihrem Ausscheiden 1994 wurde Niggemeier wieder als Jurist tätig und ließ sich als Rechtsanwalt in Berlin nieder.

## Mitarbeiter der Staatssicherheit
1997 wurde durch Nachforschungen der Gauck-Behörde bekannt, das Niggemeier jahrzehntelang seit 1954 (damals als Geheimer Informator geworben) als mehrfach belobigter IM „Benno Roth“ für das Ministerium für Staatssicherheit gearbeitet hatte. Von 1954 bis zum Ende der DDR war er dem Auftrag nachgekommen, die westdeutsche CDU auszuspionieren und zu beeinflussen.

## Publikationen
- Weg und Ziel der Adenauer-CDU. Burgscheidungen 1961 (zusammen mit Hermann Kalb und Karl-Heinz Puff).